# Grk (vinska sorta)
Grk je autohtona hrvatska sorta grožđa za proizvodnju istoimenog bijelog vina. Uzgaja se pretežito i gotovo isključivo u središnjem polju mjesta Lumbarde na otoku Korčuli na površini od oko 40 hektara. Tlo za uzgoj grka pjeskovitog je karaktera te se samu lozu grka kao jednospolnu sortu redovito sadi u kombinaciji sa sortom plavcem malim radi oprašivanja. Vino grk prepoznatljivo je po svojoj zlatnoj boji s nijansom zelene, suhog je karaktera te mu je udio alkohola uglavnom ispod 14%. Vino se poslužuje pri temperaturi od 12 °C i idealno se sljubljuje s ribom, plodovima mora, piletinom salatom i hladnim predjelima. Može se piti i kao aperitiv.

## Vanjske poveznice
- Grk